# Parafia św. Kazimierza w Kościelisku
Parafia św. Kazimierza Królewicza w Kościelisku – parafia rzymskokatolicka należąca do dekanatu Zakopane archidiecezji krakowskiej. 

## Historia
Parafia została erygowana 12 stycznia 1923 roku dekretem bp. Adama Stefana Sapiehy.
Zabytkowy, drewniany kościół parafialny pw. Kazimierza Królewicza zaprojektował architekt Eugeniusz Wesołowski, uczeń Stanisława Witkiewicza. Świątynia została poświęcona 2 lutego 1916 roku.
W granicach parafii znajduje się też murowana kaplica pw. Nawiedzenia NMP na Prędówce, która została poświęcona 24 września 1909 roku.
Po II wojnie światowej klasztory w Kościelisku utworzyły siostry adoratorki i kanonicy laterańscy. 